# 霍頓和南桑德蘭 (英國國會選區)
霍頓和南桑德蘭（英語：Houghton and Sunderland South），英國國會一自治市選區，位於泰恩-威爾郡，2010年由原南桑德蘭和霍頓和東華盛頓兩個選區合併而成。
2010年大選中工黨方佩芝以50.3%選票勝出該區。